# 马塞耶特
马塞耶特（法語：Marseillette，法語發音：[maʁsɛjɛt] ⓘ）是法国奥德省的一个市镇，位于该省北部，属于卡尔卡松区。

## 地理
马塞耶特（43°12'10"N, 2°32'32"E）面积11.17 平方千米，位于法国奧克西塔尼大區奥德省，该省份为法国南部沿海省份，北起塔恩省，西北接上加龙省，西接阿列日省，南至东比利牛斯省，东临地中海，东北与埃罗省接壤。
与马塞耶特接壤的市镇（或旧市镇、城区）包括：艾格维沃、巴当、巴尔拜拉、布洛马克、卡庞迪、特雷布。

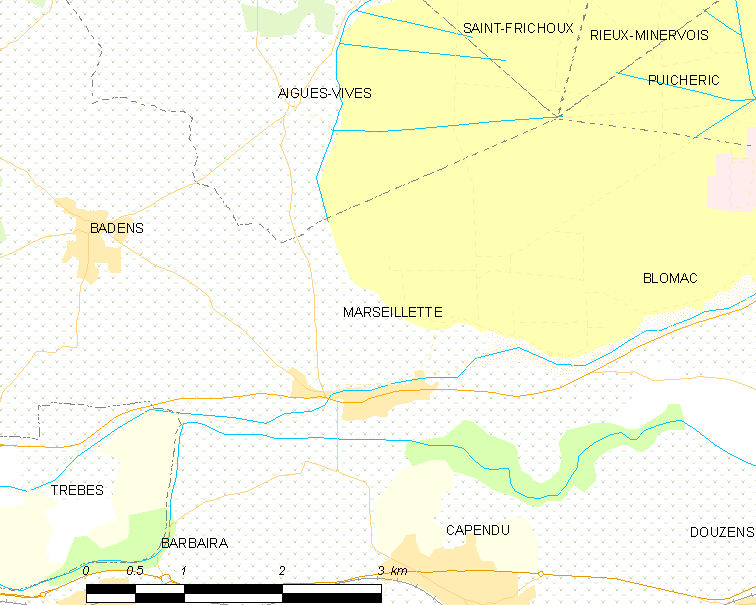
马塞耶特的OSM定位图

马塞耶特的时区为UTC+01:00、UTC+02:00（夏令时）。

## 行政
马塞耶特的邮政编码为11800，INSEE市镇编码为11220。

## 政治
马塞耶特所属的省级选区为亚拉里克山县。

## 人口

1962-2008年间马塞耶特人口变化图示

马塞耶特于2022年1月1日时的人口数量为706人。